# Hulk (film)
Hulk – amerykański fantastycznonaukowy film akcji na podstawie serii komiksów o superbohaterze o tym samym imieniu wydawnictwa Marvel Comics. Za reżyserię odpowiadał Ang Lee na podstawie scenariusza Jamesa Schamusa, Michaela France’a i Johna Turmana. Tytułową rolę zagrał Eric Bana, a obok niego w głównych rolach wystąpili: Jennifer Connelly, Sam Elliott, Josh Lucas i Nick Nolte.
Światowa premiera filmu miała miejsce 17 czerwca 2003 roku w Los Angeles. W Polsce zadebiutował on 18 lipca tego samego roku. Film przy budżecie 137 milionów dolarów zarobił ponad 245 milionów i otrzymał mieszane oceny od krytyków. Jego reboot, Incredible Hulk, który wchodzi w skład franczyzy Filmowego Uniwersum Marvela, miał premierę w 2008 roku.

## Streszczenie fabuły
W latach sześćdziesiątych naukowiec David Banner miał pomysł stworzenia superżołnierzy, wprowadzając zmodyfikowane sekwencje DNA z różnych zwierząt, aby wzmocnić ludzi. Jednak generał Thaddeus Ross nie wyraził zgody na przeprowadzenie eksperymentów na ludziach. David Banner zdecydował się więc przeprowadzić eksperyment na sobie. Po urodzeniu się jego syna, Bruce’a odkrył, że jego syn mógł odziedziczyć skutki tego eksperymentu. Planuje znaleźć lekarstwo, ale kiedy Ross zabrania mu dalszego kontynuowania eksperymentu, rozwścieczony David Banner powoduje eksplozję reaktora gamma, zanim zostaje aresztowany. Jego syn, Bruce zostaje adoptowany przez rodzinę Krenzlerów i zapomina o tych wydarzeniach.
Wiele lat później Bruce jest genetykiem pracującym nad badaniami nanomedu ze swoją byłą dziewczyną Betty Ross w Berkeley Biotechnology Institute. Para ma nadzieję na natychmiastową naprawę komórek poprzez zastosowanie niskiego poziomu promieniowania gamma do aktywacji nanomedów po ich wprowadzeniu do żywego organizmu. Podczas rutynowej konserwacji odpowiedniego spektrometru promieniowania gamma obwód zwiera się i wyzwala sekwencję eksperymentu. Nie mogąc temu zapobiec, Bruce odpycha kolegę, Harpera, aby go ocalić, wskutek czego sam zostaje poddany ogromną ilością promieniowania gamma.
Betty odwiedza Bruce’a w szpitalu i jest zaskoczona, że pomimo ogromnej ilości promieniowania, która powinna zabić człowieka, czuje się on świetnie. Nowy dozorca laboratoryjny ujawnia, że jest biologicznym ojcem Bruce’a, Davidem, o którym Bruce nie pamięta. Pod wpływem stresu Bruce przekształca się w Hulka, ogromną, humanoidalną i potworną istotę o zielonej skórze, która niszczy laboratorium, jednak on sam później nic z tego nie pamięta. Ross podejrzewa Bruce’a o współpracę z Davidem Bannerem, ale odkrywa, że Bruce ma stłumione wspomnienia. Nakazuje umieścić Bruce’a w areszcie domowym. Podczas rozmowy telefonicznej ze swoim ojcem Bruce dowiaduje się, że promieniowanie wyzwoliło coś, co już było w jego DNA, i że David planuje zabić Betty wykorzystując do tego swoje psy, które mają teraz podobne moce, gdyż poddane były eksperymentowi i promieniowaniu gamma. Bruce zostaje następnie zaatakowany przez majora Glenna Talbota, co powoduje jego transformację w Hulka. Hulk, zanim wyruszył uratować Betty, poważnie rani Talbota. Po długiej walce Hulk zabija psy ojca i zmienia się z powrotem w Bruce’a, a następnego ranka zostaje schwytany przez wojsko.
Bruce jest przetrzymywany i obserwowany w tajnej bazie na pustyni, podczas gdy Talbot planuje wykorzystać moce Hulka. David próbuje odtworzyć nieudany eksperyment Bruce’a, ale zamiast zamienić się w coś podobnego do Hulka, okazuje się, że jest w stanie wchłonąć każdy materiał, którego dotknie lub energię, na którą jest narażony. Oddaje się w ręce wojska. Ożywione wspomnienia z przeszłości prowadzą u Bruce’a do potężniejszej transformacji w Hulka. Podczas próby pobrania próbki od Hulka Talbot zostaje przez niego zabity. Hulk ucieka z pustynnej bazy do San Francisco, gdzie walczy z armią wysłaną za nim. Dzięki Betty Bruce powraca do swojej ludzkiej postaci.
David próbuje wywołać u Bruce’a transformację w Hulka, ale mu się to nie udaje. Następnie David pochłania całą energię elektryczną w San Francisco poprzez kabel elektryczny i uderza nią w Bruce’a, wywołując jego przemianę. Rozpoczyna się brutalna walka, w której David pochłania energię Hulka. Jednak okazuje się to być dla niego zbyt niestabilne. Zostaje zabity przez pocisk armii, w trakcie przemiany w potężne stworzenie.
Bruce zostaje uznany za zmarłego. Rok później Ross wspomina obserwacje Hulka, a Betty przyznaje się do swojej miłości do Bruce’a. W południowoamerykańskiej dżungli Bruce pracuje jako lekarz i przychodzą do niego bojownicy rebeliantów, którzy chcą zabrać środki medyczne przeznaczone dla biednych. Bruce staje twarzą w twarz z ich przywódcą i ostrzega go. Jego oczy stają się zielone, a z oddali słychać Hulka.

## Obsada
- Eric Bana jako Bruce Banner (Krenzler) / Hulk, naukowiec zajmujący się badaniem promieniowania gamma, który z powodu wystawienia na działania tego promieniowania, staje się ogromnym zielonym humanoidalnym potworem, w którego przemienia się podczas wzburzenia[1][3]. David Kronenberg zagrał dwuletniego Bruce’a, Michael Kronenberg – czteroletniego, Mike Erwin – nastoletniego[4].
- Jennifer Connelly jako Betty Ross, była dziewczyna Bannera i współbadaczka, która jest córką Thaddeusa Rossa[1][5]. Rhiannon Leigh Wryn zagrała nastoletnią Betty[4].
- Sam Elliott jako Thaddeus „Thunderbolt” Ross, generał armii Stanów Zjednoczonych i ojciec Betty[1]. Todd Tesen zagrał młodszego Rossa[6].
- Josh Lucas jako Glenn Talbot, bezwzględny i arogancki były żołnierz, który proponuje Bannerowi i Betty Ross możliwość pracy dla niego przy eksperymencie samoleczenia się żołnierzy[1][6].
- Nick Nolte jako David Banner, niestabilny psychicznie biologiczny ojciec Bruce’a. Był naukowcem, który wskutek nieudanego eksperymentu stracił żonę i spędził kilka lat w zamknięciu[1][6]. Paul Kersey zagrał młodszego Davida Bannera[4].

W filmie ponadto wystąpili: Cara Buono jako Edith Banner, biologiczna matka Bruce’a; Celia Weston jako pani Krenzler, adopcyjna matka Bruce’a; Kevin Rankin jako Harper, kolega Bruce’a, którego uratował przed promieniowaniem. W rolach cameo pojawili się: Stan Lee, twórca postaci Hulka oraz Lou Ferrigno jego odtwórca w serialu telewizyjnym The Incredible Hulk z 1978 roku. Obaj zagrali ochroniarzy.

## Produkcja

### Rozwój projektu
W 1993 roku Michael France rozpoczął prace nad scenariuszem dla Universal Pictures. W 1995 roku John Turman został zatrudniony do prac nad scenariuszem. W kwietniu 1997 roku poinformowano, że Joe Johnston będzie reżyserem filmu, a Jonathan Hensleigh został zatrudniony do poprawienia scenariusza. W lipcu Johnston zrezygnował, a Hensleigh przekonał studio, aby Hulk był jego debiutem reżyserskim. Universal ponownie poprosił Turmana o napisanie scenariusza, który później został poprawiony przez Zaka Penna. Następnie Hensleigh napisał scenariusz od początku przedstawiając nową fabułę. Data premiery filmu została wyznaczona na lato 1998 roku.  Następnie scenariusz przechodził wiele poprawek, a pracowali nad nim J.J. Abrams, Scott Alexander i Larry Karaszewski. W 1998 roku studio wstrzymało prace nad filmem.
W 1999 roku France ponownie pracował nad scenariuszem. W 2000 roku studio zatrudniło Michaela Tolkina i Davida Haytera do jego poprawienia. Na początku 2001 roku Ang Lee został zatrudniony na stanowisku reżysera filmu. Do prac nad projektem sprowadził Jamesa Schamusa, który zaczął zmiany scenariusza. Ostatecznie autorstwo scenariusza zostało przypisane France’owi, Turmanowi i Schamusowi. W grudniu 2001 roku Universal wyznaczył datę amerykańskiej premiery filmu The Hulk zaplanowanej na 20 czerwca 2003 roku.

### Casting, zdjęcia i postprodukcja
W październiku 2001 roku poinformowano, że Eric Bana zagra tytułowego bohatera. W następnym miesiącu ujawniono, że filmie wystąpi Jennifer Connelly jako Betty Ross. W marcu 2002 roku do obsady dołączyli Sam Elliott jako Thaddeus Ross, Josh Lucas jako Glenn Talbot i Nick Nolte.
Zdjęcia do filmu rozpoczęły się w marcu 2002 roku w Universal Studios. W następnym miesiącu produkcja przeniosła się do San Francisco Bay Area. Zdjęcia do filmu zrealizowano również w Los Angeles. Za zdjęcia odpowiadał Frederick Elmes. Scenografią zajął się Rick Heinrichs, a kostiumy zaprojektowała Marit Allen.
Montażem zajął się Tim Squyres. Efekty specjalne zostały przygotowane przez Industrial Light & Magic, a odpowiadał za nie Dennis Muren.

## Muzyka
W kwietniu 2003 roku poinformowano, że Danny Elfman został zatrudniony do skomponowania muzyki do filmu. Album, Hulk: Original Motion Picture Soundtrack, został wydany 17 czerwca 2003 roku przez Decca Records.
| Hulk: Original Motion Picture Soundtrack – 2003 | Hulk: Original Motion Picture Soundtrack – 2003 | Hulk: Original Motion Picture Soundtrack – 2003                    | Hulk: Original Motion Picture Soundtrack – 2003 | Hulk: Original Motion Picture Soundtrack – 2003 |
| Nr                                              | Tytuł utworu                                    | Autor                                                              | Wykonawca                                       | Długość                                         |
| ----------------------------------------------- | ----------------------------------------------- | ------------------------------------------------------------------ | ----------------------------------------------- | ----------------------------------------------- |
| 1.                                              | „Main Titles”                                   | D. Elfman                                                          |                                                 | 4:36]                                           |
| 2.                                              | „Prologue”                                      | D. Elfman                                                          |                                                 | 4:38]                                           |
| 3.                                              | „Betty’s Dream”                                 | D. Elfman                                                          |                                                 | 2:14]                                           |
| 4.                                              | „Bruce’s Memories”                              | D. Elfman                                                          |                                                 | 2:45]                                           |
| 5.                                              | „Captured”                                      | D. Elfman                                                          |                                                 | 3:41]                                           |
| 6.                                              | „Dad’s Visit”                                   | D. Elfman                                                          |                                                 | 2:15]                                           |
| 7.                                              | „Hulk Out!”                                     | D. Elfman                                                          |                                                 | 4:00]                                           |
| 8.                                              | „Father Knows Best”                             | D. Elfman                                                          |                                                 | 3:34]                                           |
| 9.                                              | „...Making Me Angry”                            | D. Elfman                                                          |                                                 | 4:02]                                           |
| 10.                                             | „Gentle Giant”                                  | D. Elfman                                                          |                                                 | 1:02]                                           |
| 11.                                             | „Hounds of Hell”                                | D. Elfman                                                          |                                                 | 3:47]                                           |
| 12.                                             | „The Truth Revealed”                            | D. Elfman                                                          |                                                 | 4:19]                                           |
| 13.                                             | „Hulk’s Freedom”                                | D. Elfman                                                          |                                                 | 2:36]                                           |
| 14.                                             | „A Man Again”                                   | D. Elfman                                                          |                                                 | 7:48]                                           |
| 15.                                             | „The Lake Battle”                               | D. Elfman                                                          |                                                 | 4:32]                                           |
| 16.                                             | „The Aftermath”                                 | D. Elfman                                                          |                                                 | 0:56]                                           |
| 17.                                             | „The Phone Call”                                | D. Elfman                                                          |                                                 | 1:34]                                           |
| 18.                                             | „End Credits”                                   | D. Elfman                                                          |                                                 | 1:13]                                           |
| 19.                                             | „Set Me Free”                                   | D. Elfman, S. Hudson, D. Kushner, D. McKagan, M. Sorum, S. Weiland | Velvet Revolver                                 | 4:09                                            |
|                                                 |                                                 |                                                                    |                                                 | 1:03:41                                         |

## Wydanie
Światowa premiera Hulka miała miejsce 17 czerwca 2003 roku w Los Angeles. Podczas wydarzenia uczestniczyła obsada i produkcja filmu oraz zaproszeni specjalni goście. Premierze tej towarzyszył czerwony dywan oraz szereg konferencji prasowych. Dla szerszej publiczności w Stanach Zjednoczonych zadebiutował 20 czerwca. W Polsce film miał premierę 18 lipca tego samego roku.

## Odbiór

### Box office
Film przy budżecie 137 milionów dolarów zarobił ponad 245 milionów, z czego ponad 130 milionów w Stanach Zjednoczonych i Kanadzie oraz ponad 370 tysięcy w Polsce.

### Krytyka w mediach
Film otrzymał mieszane oceniony od krytyków. W serwisie Rotten Tomatoes 62% z 235 recenzji uznano za pozytywne, a średnia ocen wystawionych na ich podstawie wyniosła 6,26 na 10. Na portalu Metacritic średnia ważona ocen z 40 recenzji wyniosła 54 punkty na 100. Natomiast według serwisu CinemaScore, zajmującego się mierzeniem atrakcyjności filmów w Stanach Zjednoczonych, publiczność przyznała mu ocenę B- w skali od F do A+.

### Nominacje
| Rok  | Ceremonia             | Kategoria                                      | Nominowani                                                | Rezultat  | Przypis |
| ---- | --------------------- | ---------------------------------------------- | --------------------------------------------------------- | --------- | ------- |
| 2003 | Teen Choice Awards    | Ulubiony film lata                             | Hulk                                                      | Nominacja | [ 27 ]  |
| 2003 | Golden Schmoes Awards | Najbardziej niedoceniany film roku             | Hulk                                                      | Nominacja | [ 28 ]  |
| 2003 | Golden Schmoes Awards | Najgorszy film roku                            | Hulk                                                      | Nominacja | [ 28 ]  |
| 2003 | Golden Schmoes Awards | Największe rozczarowanie roku                  | Hulk                                                      | Nominacja | [ 28 ]  |
| 2003 | Golden Schmoes Awards | Najlepszy film fantastyczno-naukowy            | Hulk                                                      | Nominacja | [ 28 ]  |
| 2004 | Saturn Awards         | Najlepszy film fantastyczno-naukowy            | Hulk                                                      | Nominacja | [ 29 ]  |
| 2004 | Saturn Awards         | Najlepsza aktorka                              | Jennifer Connelly                                         | Nominacja | [ 29 ]  |
| 2004 | Saturn Awards         | Najlepsza muzyka                               | Danny Elfman                                              | Nominacja | [ 29 ]  |
| 2004 | Saturn Awards         | Najlepsze efekty specjalne                     | Dennis Muren, Edward Hirsh, Colin Brady, Michael Lantieri | Nominacja | [ 29 ]  |
| 2004 | VES Awards            | Najlepszy pojedynczy efekt specjalny           | Dennis Muren, Scott Benza, Michael Di Como, Wilson Tang   | Nominacja | [ 30 ]  |
| 2004 | VES Awards            | Najlepsza animacja postaci w filmie aktorskim  | Scott Benza, Jamy Wheless, Kevin Martel, Aaron Ferguson   | Nominacja | [ 30 ]  |
| 2004 | VES Awards            | Najlepsze matowienie obrazu w filmie aktorskim | Brett Northcutt, Joshua Ong                               | Nominacja | [ 30 ]  |

## Anulowana kontynuacja i reboot
Jeszcze podczas zdjęć, Avi Arad, zapowiadał sequel na maj 2005 roku. W czerwcu 2003 roku James Schamus rozpoczął prace nad scenariuszem. Jednak, niezależnie od mieszanych ocen pierwszego filmu, Universal Studios nie dotrzymało terminu w produkcji kontynuacji. W styczniu 2006 roku prawa do postaci powróciły do Marvel Studios, które początkowo planowało zrealizować film. Studio zatrudniło Zaka Penna do prac nad scenariuszem sequela. Kiedy Edward Norton przyjął rolę Bruce’a Bannera, wprowadził zmiany do scenariusza Penna. Z tego też powodu zdecydowano się na reboot, a stanowisko reżysera objął Louis Leterrier. Film Incredible Hulk miał premierę w 2008 roku i jest drugim filmem wchodzącym w skład franczyzy Filmowego Uniwersum Marvela.